# Väderstad–Skänninge–Bränninge Järnväg

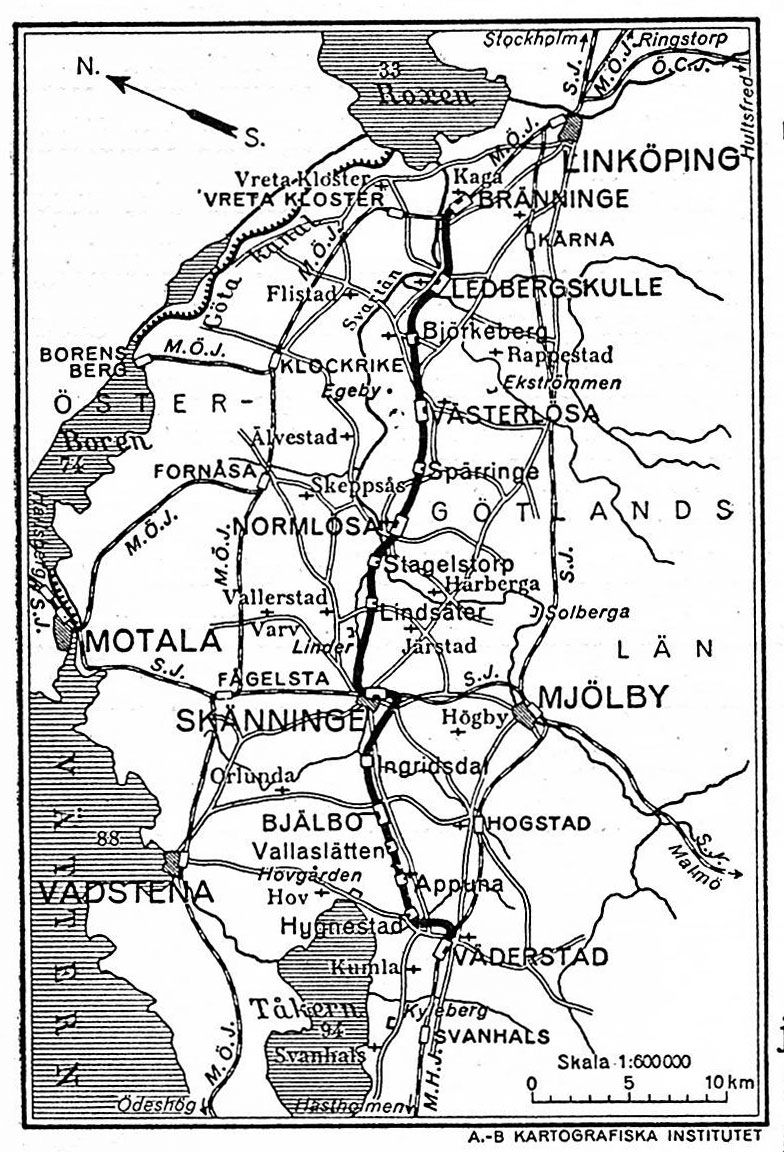
VSBJ. Karta 1926.

Väderstad-Skänninge-Bränninge Järnväg (VSBJ) var en smalspårig 891 mm järnväg i Östergötlands län. 

## Historia
I början av 1900-talet fanns det tre järnvägskoncessionansökningar i sydvästra Östergötland förutom den redan 1888 öppnade Fågelsta-Vadstena-Ödeshögs Järnväg (FVÖJ). Ett stråk var mellan Mjölby och Hästholmen vid Vättern som hade föreslagits på 1880/90-talet. Ett annat stråk var mellan Gillberga eller Bränninge på Mellersta Östergötlands Järnväg (MÖJ) utanför Linköping via Skänninge till Alvastra. Ett tredje förslag som aldrig blev av skulle gå från Jönköping via Gränna och Ödeshög till Östra stambanan i närheten av Mjölby. Det billigaste alternativet var via Skänninge eftersom det var ett smalspårigt förslag. Teckning av aktier söktes i Lysings härad av Mjölby och Skänninge intressenterna vid ett möte våren 1907. Bägge förslagen diskuterades och Mjölbyförespråkarna påstod att deras bana skulle trafikeras av staten för transittrafiken över Vättern till Hjo. Beslutet uppsköts men i augusti tecknades aktier i Mjölbybolaget och Mjölby-Hästholmens Järnväg (MHJ) bildades den 13 augusti 1907.
Förslaget via Skänninge ändrades till att endast gå till Väderstad med anslutning till MHJ. Ett antal privatpersoner sökte koncessionen och den bifölls den 24 april 1908. Det dröjde till den 9 september 1910 innan Väderstad-Skänninge-Bränninge Järnvägaktiebolag kunde bildas trots att Mellersta Sveriges Sockerfabriks Aktiebolag stödde arbetet med aktieteckningen. Koncessionen överlätts till VSBJ den 9 december 1910. Under hösten 1910 gjordes mindre ändringar i sträckningen och anslutningen till MÖJ flyttades från Gillberga till Bränninge. Järnvägen kostnadsberäknades till 1 577 000 kr. Bolaget fick ett statslån på 788 500 kr och aktiekapitalet var 795 425 kr 45 % från kommunerna längs banan och 18 % från Mellersta Sveriges Sockerfabriks Aktiebolaget. Den bokförda byggnadskostnaden var 1920 1 841 200 kr.

## Byggnad
I september 1911 påbörjades byggandet och banan skulle vara färdig innan 1912 års bettransport som var det viktigaste godset. Bygget gick långsammare än planterat och entreprenören begärde uppskov som beviljades för Skänninge-Lunna till den 15 november 1912 och Lunna-Väderstad till före bettransporten. Den färdigbyggda banan sträckte sig från Väderstad på MHJ till Bränninge strax nordväst om Linköping på MÖJ via Skänninge, där den korsade den normalspåriga statsbanan Hallsberg–Motala–Mjölby på en viadukt. Förhandlingen med MÖJ om anslutningen vid Bränninge gick långsamt och VSBJ undersökte möjligheten att bygga en egen anslutning till Linköping. Den 29 april 1913 kom bolagen överens om anslutningen i Bränninge. Förhandlingarna för omlastning i Väderstad avbröts då MHJ hade gått i konkurs. Den 9 oktober 1913 godkändes banan och den 19 oktober öppnades den för allmän trafik mellan Bränninge och Hygnestad. Den sista del mellan Hygnestad och Väderstad öppnades den 4 maj 1914 utan någon överenskommelse med MHJ.

## Rullande material
Bolaget köpte ett nytt tanklok från Motala Verkstad 1913 och ett begagnat lok från Vikbolandsbanan också tillverkat av Motala Verkstad. Ytterligare ett begagnat lok tillverkat av Orenstein & Koppel köptes 1915 från Arvid Andersson i Helsingborg som redan 1918 såldes till Åg–Vintjärns Järnväg. Om ett reservlok behövdes lånades det från MÖJ. 1929 skrotades det begagnade loket från Vikbolandsbanan och ett begagnat lok köptes från MÖJ som skrotades 1934. För persontrafiken hade man köpt 4 tvåaxliga - och 2 personboggivagnar. För godstrafiken hade man köpt 16 täckta - och 45 öppna godsvagnar. Redan 1916 hyrde man via Östergötlands Vagn AB en dieselelektrisk motorvagn, DEVA nummer 7. Den överfördes till MÖJ 1940 och efter statens köp av MÖJ byggdes den 1944 om till personvagn CF0 202. 1950 fick den nytt littera SJ CF0p 845.

## Driften
Järnvägen låg som längst inte mer än drygt 10 kilometer från närmaste järnväg och hade från början ekonomiska problem.  Godstrafiken bestod nästan enbart av betestransporter och bara under hösten. De stora aktieägarna gick 1917 i borgen för ett lån på 250 000 kr. Under början på 1920-talet var utgifterna högre än intäkterna och efter olika försök att omstrukturera skulderna gick bolaget i likvidation den 5 juni  1926. Statens Järnvägar tog över drift och underhåll från den 21 september 1926. Det hade funnits planer på att MÖJ skulle ta över VSBJ men även MÖJ hade gått i likvidation. Efter förhandlingar skrev konkursboet ett kontrakt med Trafikförvaltningen Östergötlands smalspåriga järnvägar med MÖJ som operatör om drift och underhåll. MÖJ började trafikera banan den 1 oktober 1930.
Förhandlingar om försäljning till MÖJ påbörjades och den 30 november 1934 överflyttas koncessionen till MÖJ för en revers på 70 000 kr löpande med 5 % ränta, varav ½ % amortering och ytterligare en revers på 80 000 kr som amorterades med förluster i driften fram till 1939. Därmed upphörde VSBJ och fortsättningen finns i artikeln om Mellersta Östergötlands Järnväg.

## Nedläggning
Redan den 31 augusti 1934 erhåller MÖJ tillstånd av staten att upphöra med all tidtabellslagd trafik på sträckan Skänninge-Väderstad. Vagnslaster som lastades med sockerbetor längs spåret fortsatte fram till 1955 då sockerbruket i Linköping lades ner. Den 1 september 1959 upphörde all trafik mellan Skänninge och Bränninge. Spåret vid Väderstad station och omlastningsmöjligheten med MHJ revs innan 1948. Mellan Skänninge och norr om Väderstad revs spåret mellan 1955 och 1956. Sträckan Skänninge-Bränninge revs mellan 1959 och 1961.

## Nutid
Det finns spår av banvallen på de korta delarna som inte har återgått till åker. Många stationsbyggnader finns kvar.